# توني ماهر (ممثل)
توني ماهر (مواليد 3 فبراير 1987) هو ممثل مصري ظهر لأول مرة وأشتهر لدوره في برنامج ساترداي نايت لايف بالعربي ثم قام بالتمثيل في العديد من الاعمال التلفزيونية والسينمائية ابرزهم مسلسل فوق السحاب ومسلسل رحيم ومسلسل نصيبي وقسمتك ومسلسل بأثر رجعي -وكنبة حبشي- وفراولة- وفوبيا- وشغل عالي وبطولة فيلم شاومينج وفيلم في القلب -وعنب -وأولاد المحظوظة .

## أعماله
- 2016:ساترداي نايت لايف بالعربي
- 2017:ريّح المدام
- 2017:الحساب يجمع
- 2018:فوق السحاب
- 2018:رحيم
- 2019:نصيبي وقسمتك 3
- 2020:ونسني
- 2020:النهاية (ضيف شرف)
- 2020:الحرامي (ضيف شرف)
- 2021:نصيبي وقسمتك 4
- 2021:شاومينج
- 2021:الحرامي 2
- 2022:شغل في العالي
- 2022:بأثر رجعي
- 2023:في القلب
- 2024:فراولة
- 2024:عنب
- 2024:فوبيا
- 2025: كنبة حبشي
- 2025: أولاد المحظوظة